# Ophiomorpha

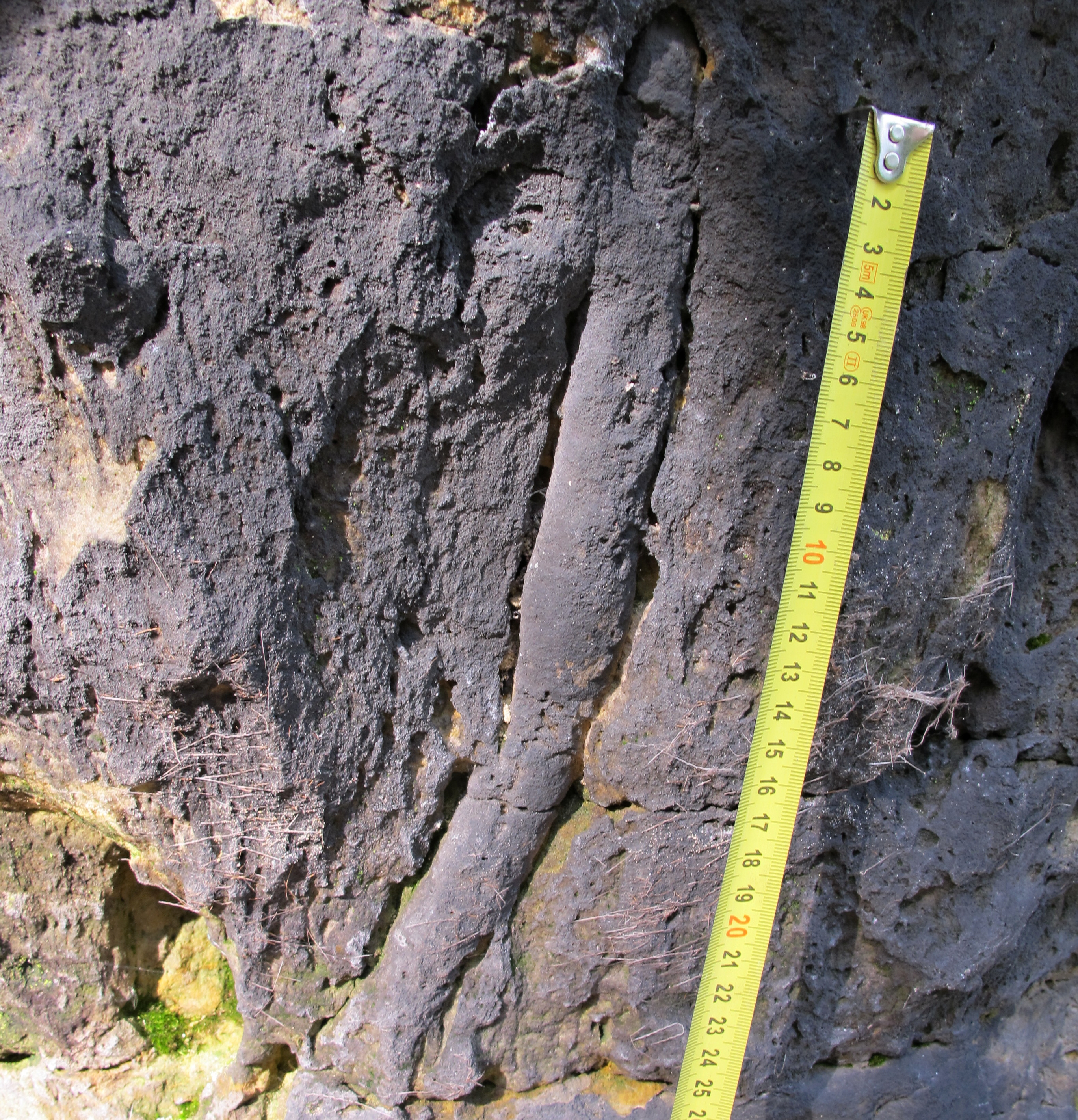
Ophiomorpha del Turoliense de Hřensko, República Checa.

Ophiomorpha Lundgren, 1891 es un paragénero de icnofósiles presente en rocas sedimentarias de facies marina profunda hasta sublitoral desde el Pérmico, aunque más claramente desde el Jurásico (Titoniense) hasta la actualidad. Se reconocen tres icnoespecies dentro del género, Ophiomorpha rudis (Książkiewicz, 1977), Ophiomorpha nodosa Lundgren, 1891 y Ophiomorpha annulata (Książkiewicz, 1977) aunque hay que considerar que en el caso de los icnotaxones la validez de las categorías inferiores y superiores a género está discutida.
Los rastros de Ophiomorpha están formados por túneles de sección elíptica a circular de entre 4 y 36 milímetros de diámetro con sus paredes ocupadas por protuberancias alargadas, menos comúnmente gránulos correspondientes a pelet fecales y en ocasiones rastros de arañazos, de entre 2 y 4 milímetros de grosor. Estos túneles forman característicamente una red de desarrollo horizontal o ligeramente oblicua siempre en un mismo plano de túneles rectos y profusamente ramificados en forma de Y. Cada red de túneles presenta un túnel de transición oblicuo a su plano que lo inteconecta con otra red situada en un plano superior o inferior.
Estos rastros probablemente fueron formados por decápodos similares o correspondientes a la actual familia Callianassidae aunque es posible que sean responsabilidad de otros artrópodos. Aparecen en sedimentos de una gran amplitud barimétrica aunque la especie O. rudis es característica de la superficie de sedimentos de turbiditas, sobre todo en aquellos ricos en materia vegetal. La penetración en el sustrato de las galerías debía ser de entre 0,5 y 1,6 metros y se interpreta que la densa red formada creaba un ambiente de anoxia que tendría como objetivo facilitar el desarrollo de bacterias descomponedoras de celulosa que servirían de alimento al artrópodo.